# Lilla Grundgölen
Lilla Grundgölen är en sjö i Norrköpings kommun i Östergötland och ingår i Kilaåns huvudavrinningsområde. Sjöns area är 0,027 kvadratkilometer och den är belägen 89 meter över havet.